# Wieża kościoła ewangelickiego w Pieniężnie
Wieża kościoła ewangelickiego w Pieniężnie – pozostałość po  kościele ewangelickim w Pieniężnie wybudowanym w latach 1844–1851.
Wieża ma 28 metrów wysokości. Reprezentuje styl neogotycki. Była połączona z nawą świątyni. Jeszcze do dziś można zobaczyć jej kamienne fundamenty. Kościół był budowlą halową. Projektantem budowli był prawdopodobnie Karl Friedrich Schinkel. Świątynia została częściowo zniszczona w 1945, w czasie działań wojennych, następnie rozebrana w latach 60. XX wieku.
Kościół posiadał dwa dzwony. Jeden z nich znajduje się obecnie w miejscowym kościele Świętych Apostołów Piotra i Pawła, a drugi przetopiono na cele wojenne.

## Galeria

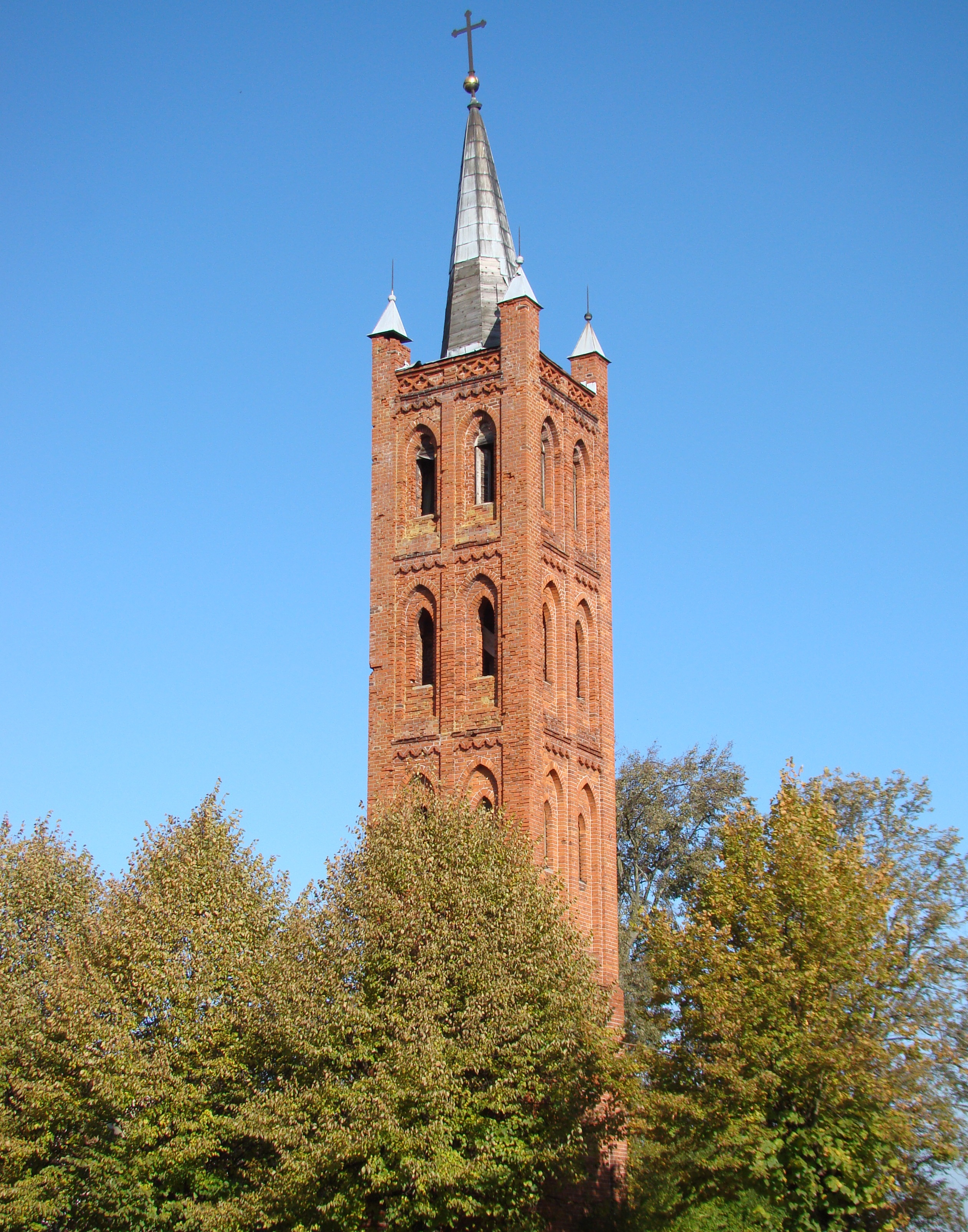
Widok historyczny (z hełmem)
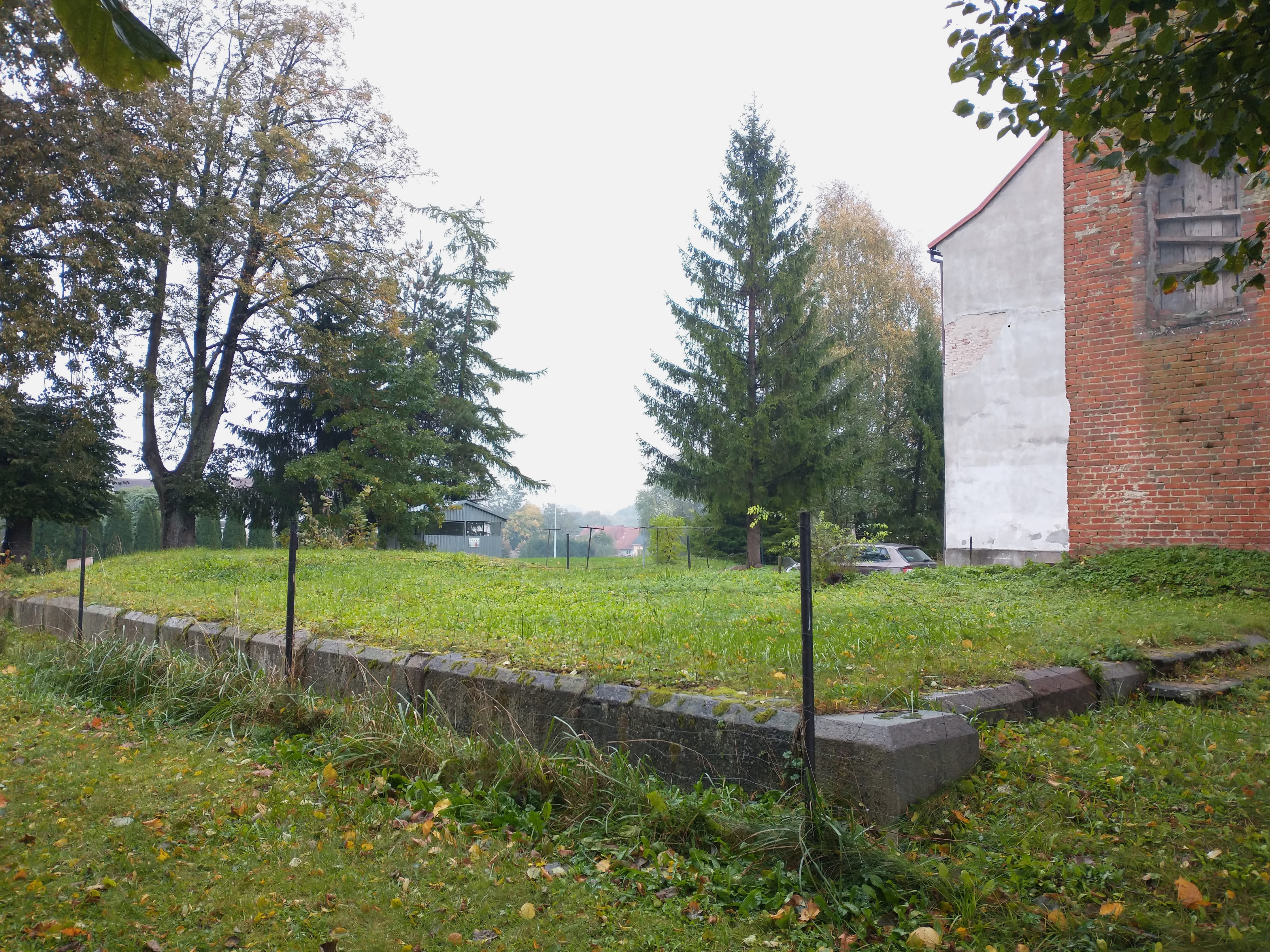
Pozostałości fundamentu kościoła